# Ménestreau-en-Villette
Ménestreau-en-Villette är en kommun i departementet Loiret i regionen Centre-Val de Loire strax norr Frankrikes mitt. Kommunen ligger i kantonen La Ferté-Saint-Aubin som tillhör arrondissementet Orléans. År 2022 hade Ménestreau-en-Villette 1 385 invånare.

## Befolkningsutveckling
Antalet invånare i kommunen Ménestreau-en-Villette
| Referens: INSEE |